# Van Inkel in de Middag
Van Inkel in de Middag was een Nederlandse radioprogramma die werd gepresenteerd door Jeroen van Inkel. Van 10 maart 2008 t/m 12 juni 2014 was dit programma te horen op Q-music en van 1 september 2014 t/m 30 januari 2015 op Radio Veronica. 

## Geschiedenis
Jeroen van Inkel vertrok eind februari 2008 uit de ochtend bij Q-music en ging vanaf 10 maart 2008 de middagshow presenteren tussen 16 en 18 uur met de officieuze titel "Van Inkel in de middag". Vanaf 17 augustus 2009 was de officiële titel de Q-middagshow.
Op 12 april 2010 wijzigde de programmering en kreeg het programma officieel de naam Van Inkel in de Middag, dat nu te horen was van 16 tot 19 uur. Vanaf 3 mei t/m 16 juli 2010 was Kristel van Eijk de sidekick van dit programma, die tevens een programma in de avond presenteerde. Daarna nam zij het programma voor 4 weken over tijdens de zomervakantie van Jeroen van Inkel. Hierna presenteerde hij het programma tijdelijk weer 2 weken alleen. Vanaf 27 september 2010 was Patricia van Liemt de sidekick van het programma. Van 6 mei 2011 tot en met 23 maart 2012 was de show op vrijdagmiddag van 15-18 uur te horen, daarna weer gewoon van 16-19 uur.
Vanaf half maart 2013 ging Patricia van Liemt met zwangerschapsverlof en was Eva Koreman tijdelijk de sidekick. Halverwege juli 2013 kwam Van Liemt weer terug en presenteerde 4 weken samen met Joey van der Velden de middagshow tijdens de vakantie van Van Inkel. Op 19 augustus 2013 kwam Jeroen van Inkel weer terug en kondigde Patricia van Liemt haar vertrek aan, omdat ze ging emigreren. Eva Koreman werd nu definitief sidekick.
Op 30 juni 2014 werd bekend dat Jeroen van Inkel overstapt naar Radio Veronica, waar hij sinds 1 september 2014 onder dezelfde titel de middagshow presenteerde. De middagshow kwam vanaf 2 februari 2015 te vervallen, omdat Van Inkel de ochtendshow Rinkeldekinkel ging presenteren.